# Château de Waardenburg
Le château de Waardenburg est un château néerlandais, situé à Waardenburg, dans la commune de West Betuwe (province de Gueldre).

## Histoire
Le 5 août 1265, le duc Otton II de Gueldre donne en fief au chevalier Rudolph de Cock les villages de Hiern, Opijnen et Neerijnen, en échange de ses possessions à Rhenoy. Le chevalier veut alors résider dans son fief, et demande l'autorisation au duc d'y construire une habitation. Il obtient cette autorisation, à condition de ne pas dépasser la somme de 300 livres de Louvain.
Son fils Rudolph et son petit-fils Johan lui succèdent et continuent à agrandir le château. Plus tard, le mariage de Gerard de Cock et Henrica van Culemborg ne donne qu'une fille, qui épouse vers 1385 Willem van Broeckhuysen. Durant tout le XVe siècle le château reste dans cette famille, jusqu'à ce que Walraven van Broeckhuysen épouse Othon d'Arkel. Au XVIe siècle les Van Arkel sont propriétaires et seigneurs de Waardenburg, mais le château est partiellement détruit en 1574 par Louis de Nassau, frère du prince Guillaume Ier.
En 1627 le château a de nouveau été mis en condition pour y habiter. Au XVIIIe siècle, le château appartient à la famille frisonne des Van Aylva, puis aux XIXe et XXe siècles aux Van Pallandt, jusqu'en 1971.
De nos jours, il reste à peu près la moitié du château original.

## Articles associés
- Liste des châteaux néerlandais par province

## Source
- (nl) Cet article est partiellement ou en totalité issu de l’article de Wikipédia en néerlandais intitulé « Kasteel Waardenburg » (voir la liste des auteurs).